# 바슈티 율리
바슈티 율리(헝가리어: Básti Juli, 1957년 8월 10일 ~ )는 헝가리의 배우이다. 부다페스트에서 태어났다.

## 영화
- 글래스 타이거 3 (2010년)
- 더 라스트 리포트 온 안나 (2009년)
- 글래스 타이거 2 (2006년)
- 글래스 타이거 (2001년)
- 스탈린의 신부 (1991년)
- 재미삼아 (1989년)
- 미스 아리조나 (1987년)